# جورج بانكس
جورج بانكس (9 أكتوبر 1972 في الولايات المتحدة - ) (بالإنجليزية: George Banks)‏ هو لاعب كرة سلة أمريكي في مركز هجوم صغير الجسم. لعب مع بانفيت لكرة السلة وبرث وايلدكاتز ودينامو باسكت ساساري وRockford Lightning ‏ وCocodrilos de Caracas ‏ وKeravnos B.C. (women) ‏ وأيروني رمات غان ‏ وAPOEL B.C. ‏ وNew Mexico Slam ‏ وCanberra Cannons ‏ وAlba Fehérvár ‏ وShell Turbo Chargers ‏ وBC Körmend ‏.

## وصلات خارجية
- جورج بانكس على موقع سبورتس رفرنس (الإنجليزية)
- جورج بانكس على موقع كرة السلة الأوروبية.كوم (الإنجليزية)
- جورج بانكس على موقع كلية كرة السلة في سبورتس رفرنس.كوم (الإنجليزية)
- جورج بانكس على موقع ريلجم (الإنجليزية)
- جورج بانكس على موقع بروبوليرز (الإنجليزية)